# Бербентина (Анкона)
Бербентина је насеље у Италији у округу Анкона, региону Марке.
Према процени из 2011. у насељу је живело 38 становника. Насеље се налази на надморској висини од 325 м.